# Lathyrus jepsonii
Lathyrus jepsonii är en ärtväxtart som beskrevs av Edward Lee Greene. Lathyrus jepsonii ingår i släktet vialer, och familjen ärtväxter.

## Underarter
Arten delas in i följande underarter:
- L. j. californicus
- L. j. jepsonii